# Nafarroa Bai
Nafarroa Bai, ou NaBai en français : « Oui à la Navarre », est une ancienne coalition politique basque implantée en Navarre, en Espagne.

## Présentation
Il s'agit d'une coalition des partis nationalistes basques Aralar et EAJ/PNV. Eusko Alkartasuna (EA) et Batzarre étaient membres fondateurs, mais ont quitté la coalition au début de 2011. Batasuna n'a pas été admis dans cette coalition qui condamne nettement la violence d'ETA.
Lors des élections espagnoles de 2004, ils ont obtenu 18,04 % des voix en Navarre.
La représentante de NaBai au Congrès des députés est Uxue Barkos jusqu'en 2011. Elle quitte NaBai pour Geroa Bai pour les élections générales de 2011 où elle est réélue députée. Les représentants du parti au Parlement foral de Navarre sont Patxi Zabaleta (Aralar) et Maiorga Ramirez (EA).
Lors des élections au Parlement de Navarre de 2011, EA rejoint Bildu et Batzarre la coalition Izquierda-Ezkerra, cependant qu'Aralar et le PNV poursuivent leur coalition sous le nom de Nafarroa Bai rénové. La coalition n'est pas reconduite pour les élections législatives de novembre 2011.

## Résultats électoraux
- Élections législatives espagnoles de 2004, 0,24 % au niveau espagnol (soit 18,0 % des voix en Navarre), 1 député.
- Élections forales de 2007, 23,6 %[1] soit 12 des 50 sièges du Parlement de Navarre.
- Élections législatives espagnoles de 2008, 0,24 % au niveau espagnol (soit 18,4 % des voix en Navarre), 1 député.
- Élections forales de 2011, 15,4 % soit 8 des 50 sièges du Parlement de Navarre.